# Bataille de Clontibret
guerre de neuf ans en Irlande
Batailles
- Clontibret
- Yellow Ford
- Col de Curlew
- Kinsale

La bataille de Clontibret eut lieu en mai 1595 dans l'actuel comté de Monaghan en Ulster, pendant la guerre de neuf ans en Irlande. Elle mit aux prises les forces anglaises d'Élisabeth Ire et l'armée rebelle d'Hugh O'Neill, 3e comte de Tyrone. En s'achevant par la victoire de ce dernier, elle constitua le premier revers sérieux subi par les Anglais pendant cette guerre.

## Contexte
Les premières campagnes de la guerre de neuf ans se concentrèrent sur des tentatives anglaises d'établir et de maintenir une ligne de garnisons le long de la bordure sud du territoire de O'Neill en Ulster. Après s'être emparé du fort de Portmore, bâti quelques années auparavant par les Anglais au bord de la rivière Blackwater, et après l'avoir totalement rasé,, le chef des rebelles assiégea la garnison anglaise du château de Monaghan. Le 25 mai (4 juin du calendrier grégorien), Henry Bagenal, commandant des forces anglaises, fit sortir ses troupes de Dundalk, pour leur venir en aide, via Newry. Son armée, composée de 1 750 hommes de troupe, comprenait des vétérans et certaines compagnies nouvellement revenues de la campagne espagnole en Bretagne, mais il y avait aussi dans les rangs beaucoup de nouvelles recrues. Il s'agissait principalement de fantassins, armés de mousquets et de piques, mais il y avait également un petit nombre de cavaliers recrutés dans le Pale.

## Bataille
Comme la colonne de Bagenal tomba dans des embuscades lors de sa marche vers Monaghan, puis pendant son retour, la bataille de Clonbiret s'étala sur deux jours entiers, les 25 et 27 mai.
Durant l'avancée vers la ville, les Irlandais attaquèrent brusquement le long des routes autour de Crossdal, à environ 6,5 km de Monaghan, tirant sur la colonne anglaise depuis les bois environnants avec des couleuvrines à main, qui sont de petits mousquets. Ils ne vinrent cependant pas « pousser la pique » dans un combat au corps à corps. Avec des pertes de 12 morts et 30 blessés, les Anglais atteignirent le château, qui fut réapprovisionné et renforcé d'une compagnie. Bagenal avait des doutes sur sa réserve de poudre et de plomb ; la majeure partie ayant été utilisée en chemin, il ne pouvait en laisser beaucoup à la garnison avant de repartir.
Deux jours plus tard, le 27 mai, Bagenal repartit en colonne pour Newry, mais par un autre chemin passant par le canton de Clontibret. La nouvelle route traversait une région de drumlins, qui abonde en collines, marais et bois, la rendant propice aux embuscades. La colonne subit le feu ennemi dès son départ, et elle tomba dans une importante embuscade dans un passage près de Clontibret.
L'armée d'O'Neill, forte d'environ 4 000 hommes, était formée de contingents venus des clans O'Neill, MacMahon et Maguire, ainsi que de mercenaires écossais. Le chef des rebelles disposait aussi d'une importante cavalerie et de mousquetaires, armés de couleuvrines. Ceux-ci, habillés de rouge, s'acquittaient de leur rôle avec beaucoup d'adresse, au grand souci de Bagenal. Les tirs venant des côtés étaient nourris, et beaucoup d'Anglais furent tués ou blessés, pendant que la cavalerie irlandaise s'ébattait en périphérie.
O'Neill faillit être lui-même tué dans un combat au corps à corps avec un homme du Pale, nommé Seagrave ou Sedgrave, qui conduisait une charge de cavalerie contre la position irlandaise. Ayant réussi à forcer le passage, il aperçut O'Neill. Les deux hommes s'élancèrent furieusement l'un contre l'autre. Dans le choc, l'épée de Seagrave se brisa. Sautant alors de cheval, il empoignant O'Neill par le cou et le fit tomber à terre. O'Cahan, porte-drapeau d'O'Neill, trancha le bras de Seagrave, et O'Neill l'acheva d'un coup de poignard à l'aine, par-dessous son armure.
La colonne avançait péniblement au pas, et comme la nuit tombait en pleine campagne, le commandant ordonna à ses hommes de s'arrêter et d'établir le campement au sommet de la colline de Ballymacowen. Des centaines d'hommes semblaient manquer à l'appel, et il était à craindre qu'O'Neill reprît son attaque à la faveur de la nuit. Mais aucun autre assaut ne fut lancé, et, peu après les premières lumières du jour, des renforts arrivèrent de Newry, soulageant la colonne.

## Suites
Selon les renseignements reçus les jours suivants, O'Neill n'avait pu exploiter son avantage à cause d'un manque de poudre, comble d'ironie, étant donné l'état des propres réserves de Bagenal. Mais le sentiment général du gouvernement était l'inquiétude, et il eut la maladresse de cacher le nombre de pertes, ce qui ne fit qu'alimenter les rumeurs d'une sévère défaite. Beaucoup de gens prêtèrent alors davantage l'oreille aux chiffres avancés par les partisans des rebelles.
Sir Ralph Lane, général inspecteur pour l'Irlande, informa le principal secrétaire de la reine, William Cecil, qu'« il y eut un nombre d'hommes tués ou blessés dans cette dernière entreprise supérieur à ce qu'il était convenable de déclarer ». Le chiffre des pertes pour les deux camps varie selon les sources. Bagenal admit seulement 31 tués et 109 blessés le second jour de la bataille, mais ses pertes étaient certainement supérieures. Les annales irlandaises revendiquèrent plus de 700 Anglais tués. Les estimations des pertes des rebelles varient entre 100 et 400 tués.
Trois ans plus tard, Bagenal, conduisant une autre armée anglaise, tomba encore dans une embuscade tendue par O'Neill, à la bataille de Yellow Ford. Cette fois-là, il fut tué, et ses troupes détruites.